# Albert Guðmundsson
Albert Guðmundsson, Albert Sigurður Guðmundsson, född 5 oktober 1923 i Reykjavik på Island, död 7 april 1994, var en isländsk politiker och fotbollsspelare. 
Guðmundsson var Islands förste professionelle fotbollsspelare och han spelade bland annat i Rangers FC, Arsenal FC och AC Milan. Efter sin fotbollskarriär slog han sig på politiken och blev bland annat finans- och industriminister.